# Бирмингем (аэропорт)
Международный аэропорт Бирмингема (англ. Birmingham International Airport) (ИАТА: BHX, ИКАО: EGBB) — международный аэропорт, расположенный в 10,2 км к юго-востоку от центра Бирмингема, в округе Солихалл, Уэст-Мидлендс, Англия. 
Аэропорт Бирмингема обеспечивает авиасообщение с другими аэропортами Великобритании, Европы, Индии, Среднего Востока и Северной Америки.
Аэропорт обладает лицензией (номер P451), которая даёт право на перевозки пассажиров и обучение лётчиков.
В 2006 был шестым аэропортом Великобритании по загруженности после Хитроу, Гатвика, Манчестера, Станстеда и Лутона.
В 2007 услугами аэропорта воспользовались 9 232 496 пассажиров (на 0,9 % больше, чем в 2006 и на 18 % больше, чем в 2001).. 
Аэропорт находится недалеко от трасс M42 и A45 и связан с железнодорожной станцией Бирменгем Международная (Birmingham International railway station) и Главной Линии Западного Побережья (West Coast Main Line).

## История
Аэропорт был открыт в Эмдоне 8 июля 1939 года и был под управлением Городского совета Бирмингема. Во время Второй мировой войны аэропорт был реквизирован Королевскими ВВС и использовался с военными целями. Гражданское использование аэропорта было возобновлено в июле 1946, хотя и под управлением государства.
В послевоенные годы здесь проводились различные мероприятия, такие как авиашоу и гонки самолётов. Управление аэропортам перешло к властям Бирмингема снова в 1960. Собственником аэропорта стал Совет Графства Уэст-Мидлендс в 1974.
В 1984 был открыт новый терминал, который был рассчитан на обслуживание трёх миллионов пассажиров в год. Второй терминал, «Еврохаб», возможно первый терминал в мире, в котором одновременно обслуживаются внутренние и международные рейсы, был открыт 26 июля 1991, более чем удвоив пропускную способность аэропорта. Первый терминал 1939 года постройки в стиле ар-деко и контрольно-диспетчерский пункт по-прежнему находятся около ангаров к западу от главной взлетно-посадочной полосы.
В 1983 аэропорт был приватизирован, однако местным властям всё ещё принадлежит 49%-я доля. 1 апреля 1987 собственником аэропорта стала компания Birmingham International Airport plc, которая принадлежит семи окружным муниципальным советам Уэст-Мидлендса.
В 1995 была закрыта система скоростного транспорта Маглев, которая функционировала с 1984 года, соединяла аэропорт с железнодорожной станцией и составляла в длину 600 метров. Причиной послужили высокие эксплуатационные расходы и дефицит запасных частей. В 2003 году эту систему заменила автоматизированная рельсовая система AirRail Link.
Concorde последний рейс в аэропорт совершил 20 октября 2003 в ходе своего прощального тура.
Взлёт, скульптура высотой 1,4 м польского мастера Валенти Питела, находится недалеко от въезда в аэропорт. Она была установлена в 1985. Стальная статуя была установлена к 40-летию мира в Европе.
В зоне фуд-корта находятся столики, бар самообслуживания, кафе и ресторан с итальянской и американской кухней. В аэропорту есть и другие пункты общественного питания, такие как Burger King и Frankie and Benny's, а также несколько кафе. На открытом воздухе находится винный бар. Работает большое количество магазинов.
В июле 2007 аэропорт Бирмингема был признан лучшим аэропортом Европы в категории от 5 до 10 млн пассажиров в год.

## Будущее
Был опубликован мастер-план развития аэропорта до 2030. В нём определены предлагаемые изменения в терминалах, расположении летного поля и инфраструктуре. Как со всеми крупномасштабными планами, существует оппозиция со стороны защитников окружающей среды и местных жителей. Больше всего протестов вызывает план строительства второй параллельной взлетно-посадочной полосы.
Важнейшая часть плана — увеличение главной взлетно-посадочной полосы, которое должно быть завершено к Летним Олимпийским играм 2012 года в Лондоне. Полоса увеличится до 3000 м, а вместе с участком для начала взлёта достигнет 3150 м. Владельцы аэропорта полагают, что, вероятно, будет высокий спрос на прямые дальнемагистральные рейсы, которые не могут быть обеспечены существующей взлётно-посадочной полосой. Сегодняшняя длина полосы (2605 м.) не даёт возможности аэропорту уровня Аэропорта Бирмингема организовывать рейсы в Северную Америку, в страны Залива и на Ближний Восток, а также в Южную Азию. Увеличение взлётно-посадочной полосы потребует опустить дорогу A45 в туннель под увеличенным участком полосы. План относительно продления взлетно-посадочной полосы и строительства новой башни управления воздушным движением были представлены в Совет округа Солихалл 7 января 2008.
Старая 68-летняя взлетно-посадочная полоса была полностью списана в декабре 2007 с целью расширения перрона с обеих сторон главной взлетно-посадочной полосы. Рулёжные дорожки будут усовершенствованы, чтобы учесть увеличение размеров терминала и улучшения коэффициента использования взлётно-посадочной полосы.
Развитие Терминала 1 предусматривает усовершенствования Международного Пирса и нового спутникового пирса с северной стороны от терминалов. Генеральный план также предполагает потребность в третьем терминале, который планируется вводить в эксплуатацию одновременно с открытием второй параллельной взлетно-посадочной полосы. Запланированное продление главной взлётно-посадочной полосы предполагает также строительство нового контрольно-диспетчерского пункта.
26 сентября 2007 было объявлено, что вопрос о строительстве второй взлетно-посадочной полосы может быть пересмотрен, но работы по строительству нового терминалабудут продолжены, ожидаемое время завершения — 2012 год. Ожидается, что 11 млн пассажиров в год будут пользоваться аэропортом к 2010 и 15 млн — к 2013.

## Авиакомпании

### Терминал 1
- Adria Airways
- Aer Arann
- Aer Lingus
- Air India
- Air Malta
- Air Slovakia
- bmibaby
- Centralwings
- City Airline
- Continental Airlines
- Cyprus Airways
- Cyprus Turkish Airlines
- easyJet
- Emirates
- Lufthansa
  - Lufthansa Regional оператор Eurowings
  - Lufthansa Regional оператор Lufthansa CityLine
- Monarch Airlines
- Norwegian Air Shuttle
- Pakistan International Airlines
- Ryanair
- SAS Scandinavian Airlines
- Turkish Airlines
- Turkmenistan Airlines

### Терминал 2
- Air France
  - operated by CityJet
  - operated by Brit Air
- Brussels Airlines
- Eastern Airways
- Flybe
  - оператор Loganair
- KLM
  - оператор KLM Cityhopper
- Swiss International Air Lines
  - оператор Swiss European Air Lines
  - оператор Helvetic Airways

### Чартерные авиакомпании
- Air Transat
- BH Air
- Eurocypria
- First Choice Airways
- MyTravel Airways
- Onur Air
- Thomsonfly
- XL Airways

### Грузовые авиакомпании
- FedEx

## Инциденты и авиакатастрофы
- Утром 4 января, 2002, бизнес-джет Bombardier-CL604 (регистрационный номер N90AG) потерпел крушение на взлете с взлётно-посадочной полосы 15 в Бирмингеме.[5] Самолёт был зафрахтован, на борту были два пассажира, два пилота и наблюдатель. Ночью на крыльях самолёта образовался лёд, который стал непосредственной причиной катастрофы. Выживших не было. Предполагается, что важным фактором, приведшим к катастрофе, стало принятие пилотами снотворного накануне ночью, под действием которого пилоты допустили ошибку в оценке опасности.

- 15 июня 2006 грузовой Boeing 737—300 авиакомпании TNT Airways совершил вынужденную посадку в Бирмингеме с поврежденным механизмом приземления.[6] Самолёт с регистрационным номером OO-TND летел из Льежа (Бельгия) в Станстед. Из-за плохой видимости в Станстеде, рейс был направлен в аэропорт Восточный Мидландс. Погода в Восточном Мидлендсе также была плохой, и управление самолётом было переведено на автопилот. Во время подхода к аэропорту автопилот дал сбой и самолёт отклонился от курса. самолёт коснуля травы в стороне от взлётно-посадочной полосы, в результате механизм приземления получил повреждения. Экипаж принял решение поднять самолёт в воздух и уйти на аэропорт Бирмингема. После приземления на главной взлётно-посадочной полосе аэропорта Бирмингема аэропорт был закрыт долгое время. Пилоты не пострадали.[7] Однако компания посчитала, что причиной инцидента стал человеческий фактор и оба пилота были уволены.[8]

- 23 февраля 2006 года Airbus A310 авиакомпании Mahan Air, летящий из Тегерана, Иран, был вовлечён в серьёзный инцидент во время подхода к Аэропорту Бирмингема. Экипаж неверно определил высоту, что могло повлечь за собой катастрофу. Наземные службы вовремя определили ошибку и сообщили экипажу. Ошибка была исправлена и самолёт благополучно приземлился. Были выработаны три рекомендации по безопасности полётов.[9]

## Статистика
| 1997                                                                                     | 6,025,485 | 79,880  |
| 1998                                                                                     | 6,709,086 | 88,332  |
| 1999                                                                                     | 7,013,913 | 98,749  |
| 2000                                                                                     | 7,596,893 | 108,972 |
| 2001                                                                                     | 7,808,562 | 111,008 |
| 2002                                                                                     | 8,027,730 | 112,284 |
| 2003                                                                                     | 9,079,172 | 116,040 |
| 2004                                                                                     | 8,862,388 | 109,202 |
| 2005                                                                                     | 9,381,425 | 112,963 |
| 2006                                                                                     | 9,147,384 | 108,658 |
| 2007                                                                                     | 9,232,496 | 110,456 |
| Источник: UK Civil Aviation Authority Архивная копия от 22 марта 2007 на Wayback Machine |           |         |

В 2007 году 10 самых загруженных регулярных назначений были: Дублин, Амстердам, Эдинбург, Белфаст, Дубай, Париж, Глазго, Франкфурт, Малага и Аликанте. 10 самых загруженных чартерных назначений были Пальма-де-Майорка, Тенерифе, Арресифе, Пафос, Даламан, Лас-Пальмас, Гераклеон, Фуертевентера, Ларнака и Ибица.